# Opera (település)
Opera település Olaszországban, Lombardia régióban, Milánó megyében. Lakosainak száma 14 245 fő (2023. január 1.). Opera Locate di Triulzi, Milánó, Rozzano, San Donato Milanese és Pieve Emanuele községekkel határos.

## Népesség
A település lakossága az elmúlt években az alábbi módon változott:
| Lakosok száma | 13 740 | 13 783 | 13 858 | 14 245 |
|               | 2013   | 2017   | 2018   | 2023   |